# تریستان کینگزلی
تریستان کینگزلی (انگلیسی: Tristan Kingsley؛ زاده ۲۴ ژانویهٔ ۱۹۸۶) بازیگر پورنوگرافی اهل ایالات متحده آمریکا است.